# Обрежа (Горж)
Обрежа (рум. Obreja) — село у повіті Горж в Румунії. Входить до складу комуни Стенешть.
Село розташоване на відстані 235 км на захід від Бухареста, 8 км на північ від Тиргу-Жіу, 97 км на північний захід від Крайови.

## Населення
За даними перепису населення 2002 року у селі проживали 130 осіб, усі — румуни. Усі жителі села рідною мовою назвали румунську.